# أوسريك تشاو
أوسريك تشاو هو ممثل كندي، ولد في 20 يوليو 1986 بفانكوفر في كندا.

## أعمال

### أفلام
- (2009) 2012[5][6][7]

### مسلسلات
- خارق للطبيعة
- وكالة ديرك جينتلي للتحقيقات الشمولية

## وصلات خارجية
- أوسريك تشاو على موقع IMDb (الإنجليزية)
- أوسريك تشاو على موقع ألو سيني (الفرنسية)
- أوسريك تشاو على موقع أول موفي (الإنجليزية)
- أوسريك تشاو على موقع قاعدة بيانات الأفلام السويدية (السويدية)
- أوسريك تشاو على موقع قاعدة بيانات الفيلم (الإنجليزية)
- أوسريك تشاو على موقع كينوبويسك (الروسية)